# Гельодорово
Гельодорово (пол. Heliodorowo, нім. Helldorf) — село в Польщі, у гміні Шамоцин Ходзезького повіту Великопольського воєводства.
Населення — 300 осіб (2011).
У 1975-1998 роках село належало до Пільського воєводства.

## Демографія
Демографічна структура станом на 31 березня 2011 року:
|          | Загалом | Допрацездатний вік | Працездатний вік | Постпрацездатний вік |
| -------- | ------- | ------------------ | ---------------- | -------------------- |
| Чоловіки | 162     | 44                 | 105              | 13                   |
| Жінки    | 138     | 26                 | 88               | 24                   |
| Разом    | 300     | 70                 | 193              | 37                   |